# Nina Bawden
Nina Bawden (Ilford, 19 gennaio 1925 – Londra, 22 agosto 2012) è stata una scrittrice inglese.

## Biografia
Durante la seconda guerra mondiale fu costretta a sfollare in Galles. Si laureò in Filosofia, Scienze Politiche ed Economia all'Università di Oxford. Nel 2002 rimase coinvolta col secondo marito in un incidente ferroviario; l'uomo morì per le gravi ferite riportate.
Nina Bawden pubblicò soprattutto libri per l'infanzia, tradotti poi in numerose lingue.
Il suo romanzo Circles of Deceit fu finalista all'edizione del 1987 del Booker Prize, mentre The Birds on the Trees entrò tra i sei finalisti del Lost Man Booker Prize nel 2010.
Ebbe tre figli: due maschi nati dal primo matrimonio, uno dei quali si tolse la vita nel 1981, e una femmina dal secondo, che morì pochi mesi prima di lei.

## Opere
- Chi tiene le fila? (Who Calls the Tune?, 1953)
- The Old Flamingo (1954)
- Change Here for Babylon (1955)
- The Solitary Child (1956)
- Devil by the Sea (1958)
- Just Like a Lady (1960)
- In Honour Bound (1961)
- Il passaggio segreto (The Secret Passage, 1963)
- Tortoise by Candlelight (1963)
- The House of Secrets (1963)
- Fuga da Londra (On the Run, 1964; pubblicato negli Stati Uniti come Three on the Run)
- Under the Skin (1964)
- A Little Love, A Little Learning (1965)
- The White Horse Gang (1966)
- Figlia di strega (The Witch's Daughter, 1966)
- Una banda di ladri (A Handful of Thieves, 1967)
- A Woman of My Age (1967)
- The Grain of Truth (1969)
- The Runaway Summer (1969)
- The Birds on the Trees (1970)
- Squib (1971)
- Anna Apparent (1972)
- Tempo di guerra (Carrie's War, 1973)
- George Beneath a Paper Moon (1974)
- L'anno del maialino (The Peppermint Pig, 1975)
- Afternoon of a Good Woman (1976)
- Solitary Child (1976)
- Rebel on a Rock (1978)
- Familiar Passions (1979)
- The Robbers (1979)
- Walking Naked (1981)
- William Tell (1981), a picture book
- Kept in the Dark (1982)
- The Ice House (1983)
- Saint Francis of Assisi (1983)
- The Finding (1985)
- On the Edge (1985)
- Princess Alice (1986)
- Circles of Deceit (1987)
- Henry (1988)
- Keeping Henry (1988)
- I fratelli segreti (The Outside Child, 1989)
- Family Money (1991)
- Humbug (1992)
- The Real Plato Jones (1993)
- In My Own Time: Almost an Autobiography (1994)
- Granny the Pag (1995)
- A Nice Change (1997)
- Off the Road (1998)
- The Ruffian on the Stair (2001)
- Dear Austen (2005)